# Vương triều Otto

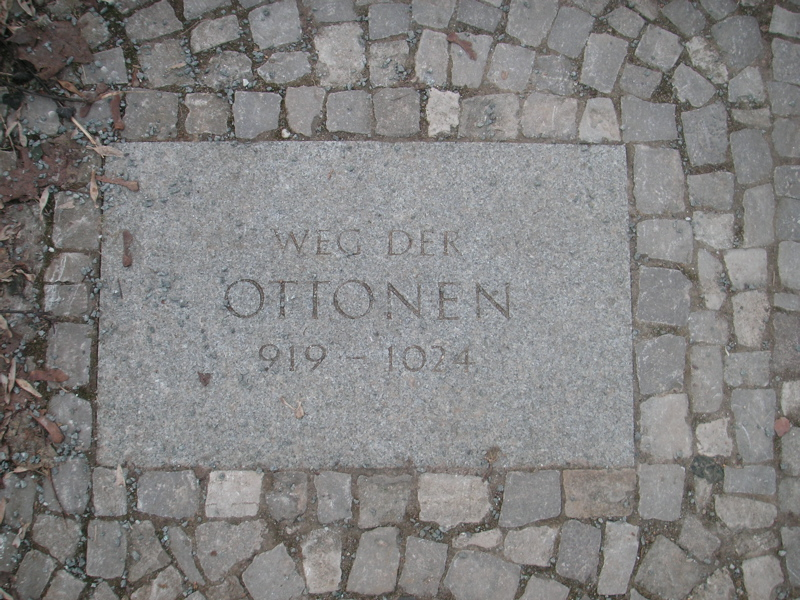
Tưởng niệm nhà Ottonen trước nhà thờ chính Magdeburg

Vương triều Otto (tiếng Đức: Ottonen) là một vương triều cai trị vương quốc Đông Frank từ năm 919 cho tới 1024, khởi đầu với ba hoàng đế La Mã Đức: Otto I, Otto II và Otto III. Vương triều này xuất phát từ gia tộc Liudolfinger, có nguồn gốc của Bá tước Liudolf, một dòng dõi quý tộc bắt nguồn ở Sachsen.

## Khởi đầu
Dòng họ Liudolfinger thăng tiến cùng lúc với sự phát triển của vương quốc Đông Frank và sự hình thành đế quốc La Mã Thần thánh. Nhờ phán quyết của vua La Mã Đức Konrad I, người đã lựa chọn công tước Heinrich của Sachsen làm người nối ngôi cho mình, nhà Liudolfinger trở thành một hoàng tộc đầy quyền lực.